# Déu meu, però què t’hem fet… ara?
Déu meu, però què t’hem fet… ara? (originalment en francès, Qu'est-ce qu'on a (encore) fait au Bon Dieu?) és una pel·lícula de comèdia belgofrancesa del 2019 dirigida per Philippe de Chauveron. És la segona entrega de la sèrie de pel·lícules Déu meu, però què t'hem fet? i una seqüela de la pel·lícula homònima del 2014. Segueix la família Verneuil, una parella catòlica francesa de classe alta interpretada per Christian Clavier i Chantal Lauby, i les seves quatre filles, tres que es van casar amb homes de diferents confessions i una que es va casar fora de la seva raça. S'ha doblat i subtitulat al català.
La pel·lícula va ser la producció francesa més taquillera a França el 2019 i la tercera pel·lícula més taquillera del 2019 a França. Una tercera entrega, Qu'est-ce qu'on a tous fait au Bon Dieu ?, es va estrenar el 2022.

## Sinopsi
En Claude i la Marie Verneuil, que ja van passar un mal tràngol quan es van assabentar que les seves quatre filles contreien matrimoni amb homes d'origen estranger, passen, novament, una crisi. Els quatre gendres, Rachid, David, Chao i Charles, per diferents motius, han decidit marxar de França.

## Estrena
Déu meu, però què t’hem fet… ara? es va estrenar a França i Bèlgica el 30 de gener de 2019. La pel·lícula va recaptar més de 45 milions d'euros amb 7 milions d'espectadors a França, cosa que la va fer batre un rècord de quatre anys per a una pel·lícula en francès. La pel·lícula va ser estrenada a diversos països, com Alemanya, Suïssa i el Canadà.
L'1 de desembre de 2019, la pel·lícula ocupava el tercer lloc de la llista del 2019 amb 6,7 milions d'entrades, amb una recaptació de 47,7 milions de dòlars, cosa que la va convertir en la tercera pel·lícula més taquillera de França el 2019 i la producció francesa més taquillera el 2019. Melanie Goodfellow va assenyalar que "malgrat aquest resultat estel·lar, la taquilla va ser un 45% més baixa que la de l'original de 2014, que va atreure 12,4 milions d'espectadors (91 milions de dòlars)".